# GAC Honda Automobile

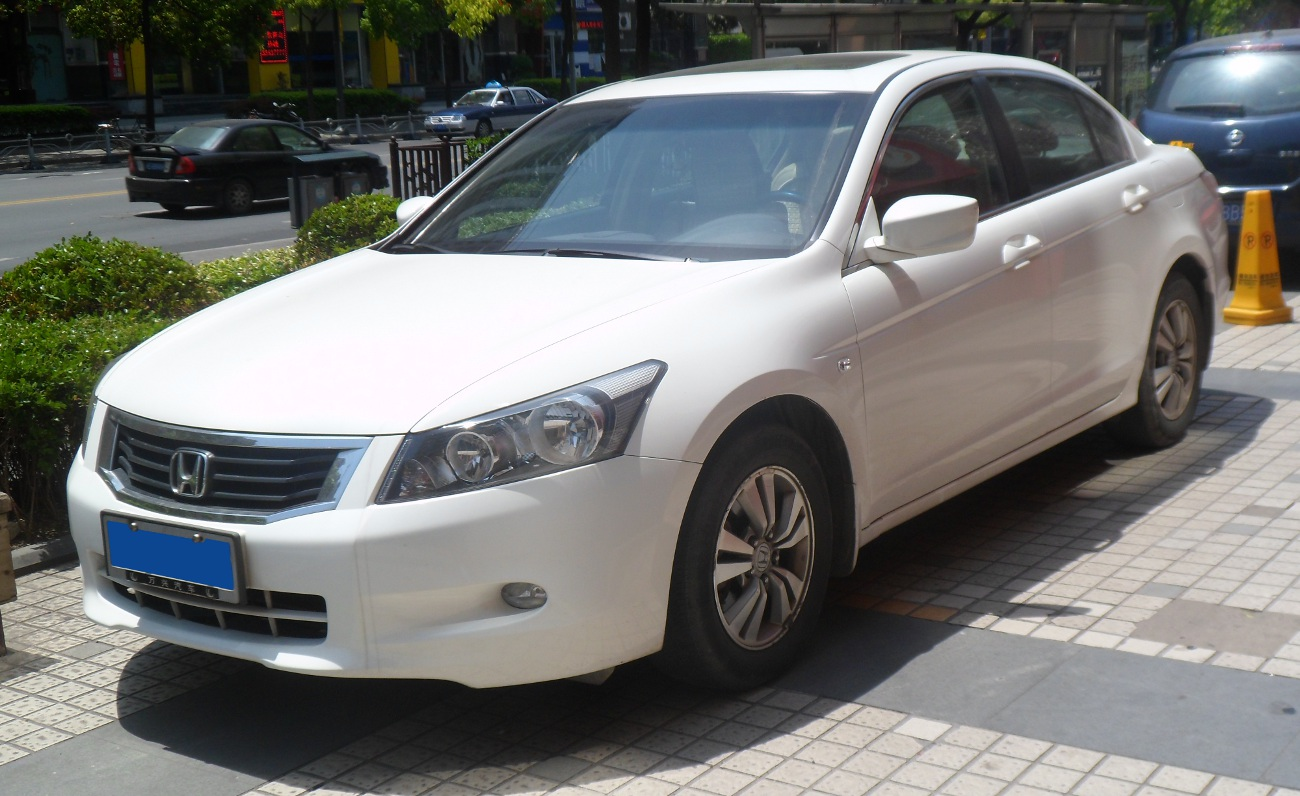
Honda Accord

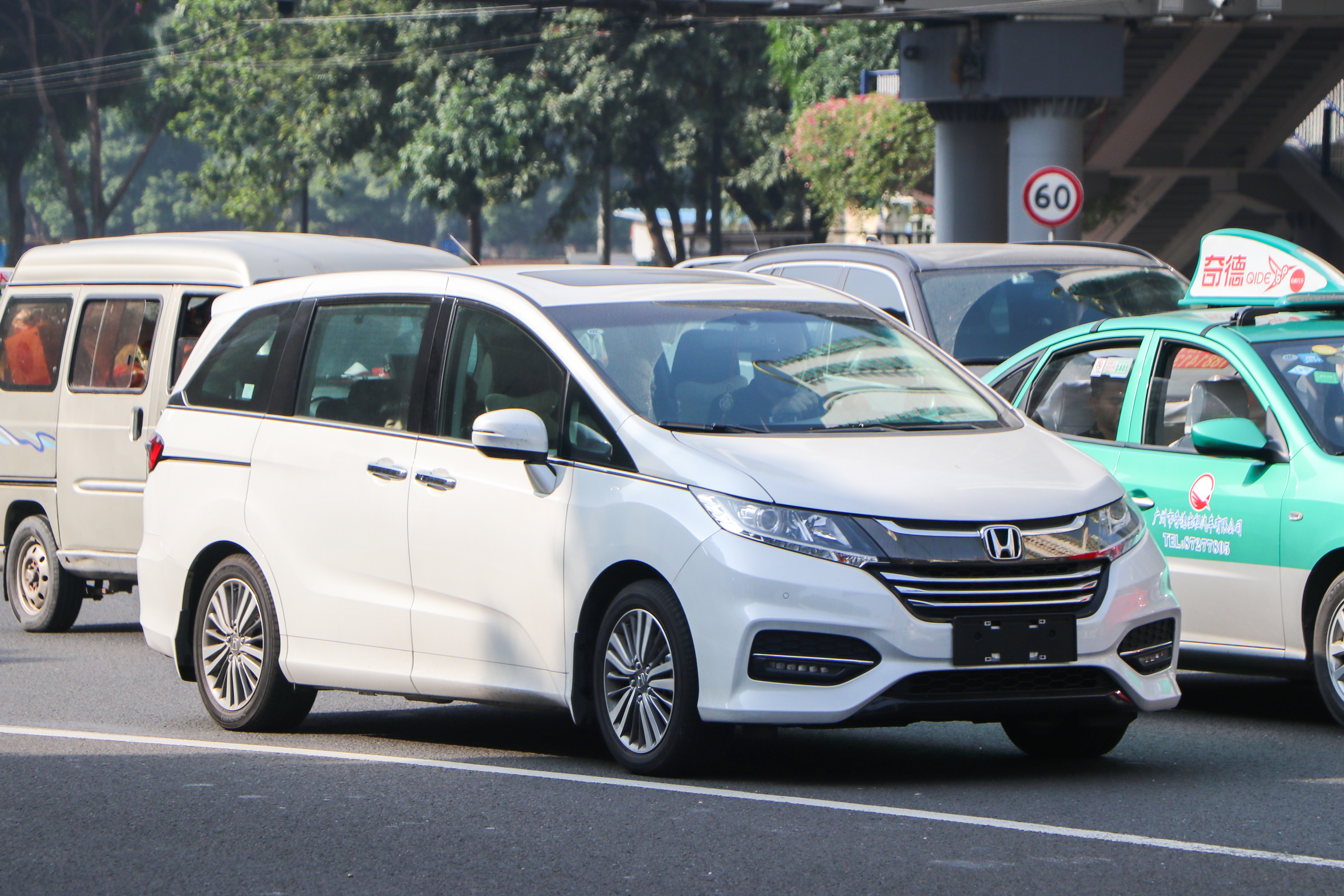
Honda Odyssey

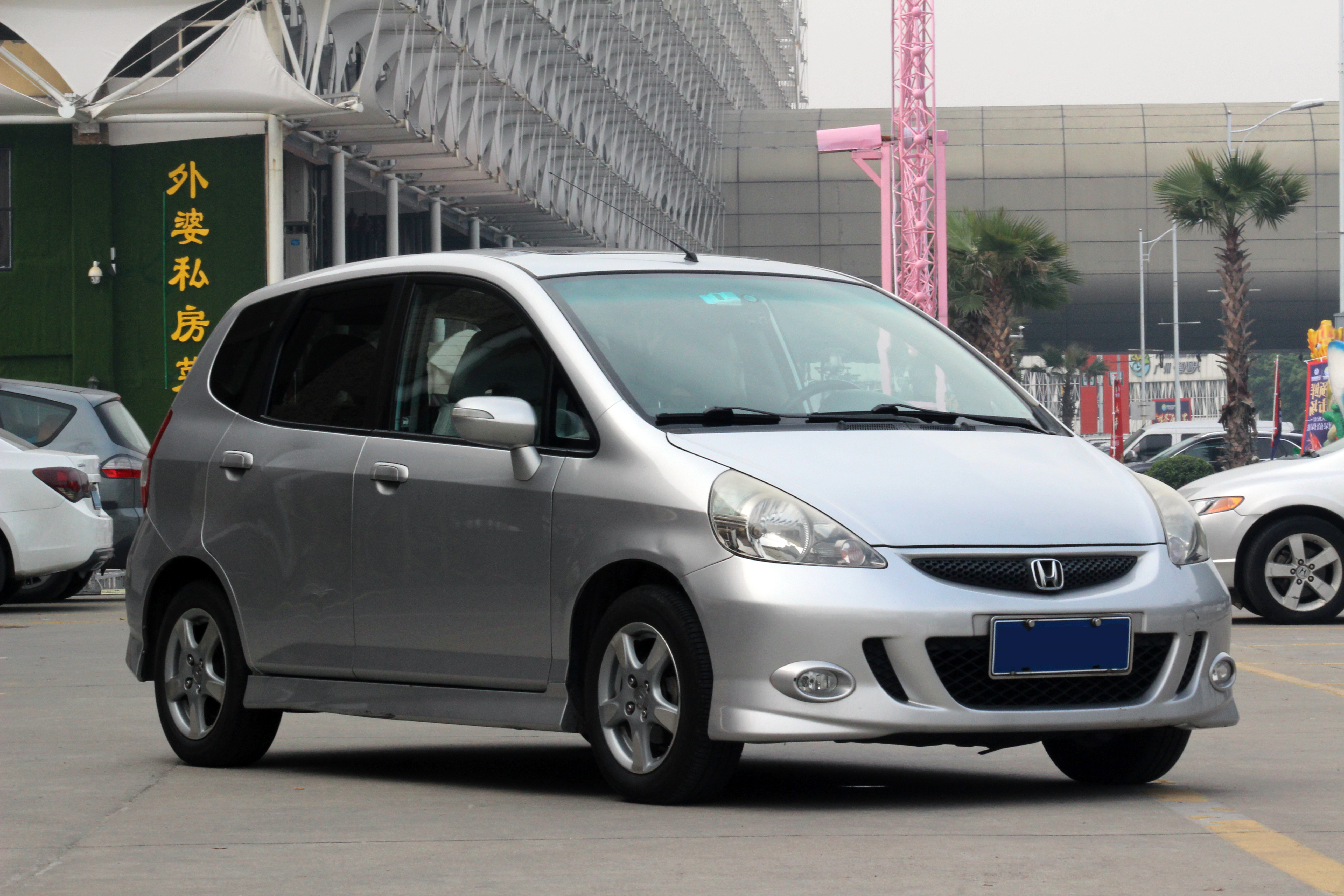
Honda Fit

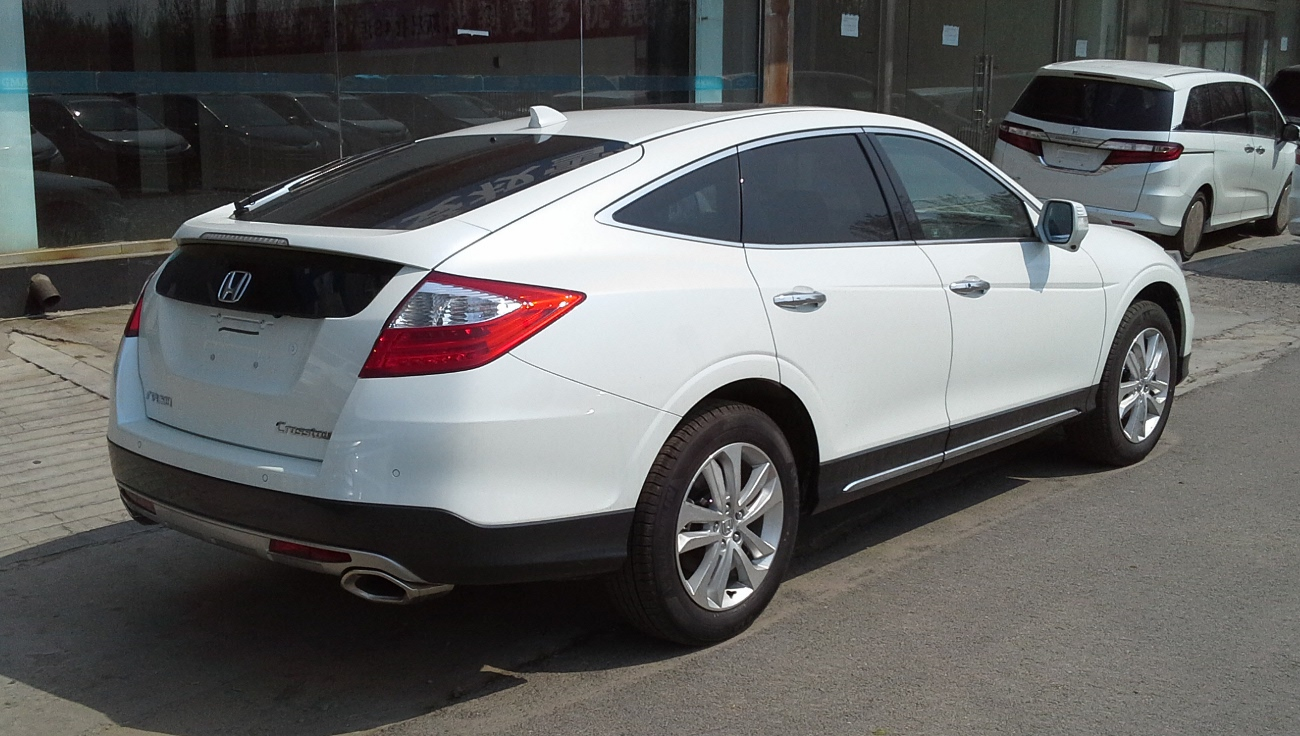
Honda Crosstour

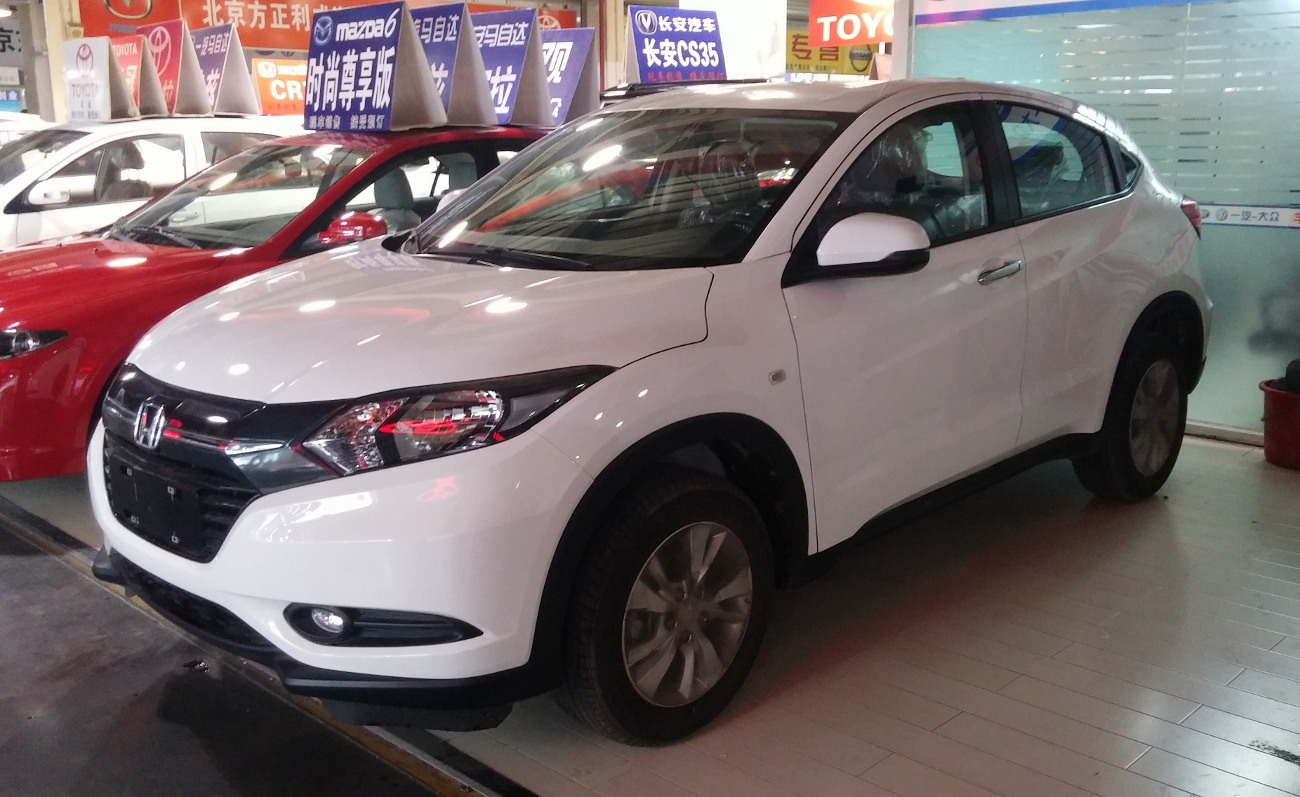
Honda Vezel

GAC Honda Automobile, vorher Guangzhou Honda Automobile, ist ein Hersteller von Automobilen aus Guangzhou in der Volksrepublik China. Es findet sich auch die Schreibweise Guangqi Honda Automobile.

## Unternehmensgeschichte
Zum Gründungsdatum gibt es unterschiedliche Angaben: 1997, 13. Mai 1998 oder 1. Juli 1998. Nach Unternehmensangaben war die Guangzhou Automobile Industry Group mit 50 % beteiligt, Honda Jiyan Industry mit 40 % und Honda Jiyan Industry (China) Investment mit den restlichen 10 %. Laut einer anderen Quelle hielten die Guangzhou-Gruppe und Honda jeweils 50 % der Anteile. Im November 1998 begann die Produktion von Automobilen. Der Markenname lautet Honda, in der Vergangenheit evtl. Guangzhou Honda. 2009 erfolgte die Umfirmierung.
Everus ist eine weitere Automarke des Unternehmens, die 2011 eingeführt wurde.
Am 1. April 2020 wurde Honda Automobile (China) übernommen.

## Fahrzeuge
Das erste Modell war der Honda Accord. Im April 2002 ergänzte der Honda Odyssey das Sortiment. Im September 2003 kam der Honda Fit dazu. Im März 2006 ersetzte der Honda City den Fit.
Für 2020 werden die folgenden Modelle genannt: Accord, Avancier, Breeze, City, Crider, Crosstour, Fit, Odyssey und Vezel.

## Produktionszahlen
| Jahr | Produktionszahl | Quelle      |
| ---- | --------------- | ----------- |
| 2000 | 32.228          | [ 1 ] [ 7 ] |
| 2001 | 51.146          | [ 1 ] [ 7 ] |
| 2002 | 59.080          | [ 1 ] [ 7 ] |
| 2003 | 117.178         | [ 1 ] [ 7 ] |
| 2004 | 202.312         | [ 7 ]       |
| 2005 | 231.550         | [ 5 ]       |
| 2006 | 262.019         | [ 5 ]       |
| 2007 | 295.462         | [ 5 ]       |